# Estação Ferroviária de Oeiras (CFL)
Oeiras é uma interface ferroviária desactivada do Caminho de Ferro de Luanda, em Angola. Localizava-se na margem direita do Rio Lucala. Foi encerrada devido à alteração do traçado da linha, que passou a ligar Zenza do Itombe directamente a Canhoca, em vez de Cassoalala.